# 黛安娜·多夫頓
黛安娜·愛麗絲·多夫頓（英語：Diana Alice Doveton，1910年10月29日—1987年），是一名英格蘭女子羽球運動員。
1935年，黛安娜·多夫頓獲得法國羽球公開賽的女子雙打與混合雙打冠軍，搭檔分別是貝蒂·優霸與拉爾夫·尼可斯。1937年與1938年，她與貝蒂·優霸連續兩年贏得全英羽球錦標賽女子雙打冠軍。她們兩人也贏得1938年威爾斯羽毛球國際賽與1939年蘇格蘭羽球公開賽的女子雙打冠軍。